# Aleksandr Medvedkin
Aleksandr Medvedkin (russisk: Александр Иванович Медведкин) (født 24. februar 1900 i Pensa i det Russiske Kejserrige, død 20. februar 1989 i Moskva i Sovjetunionen) var en sovjetisk filminstruktør.

## Filmografi
- Lykke (Счастье, 1935)[1][2]
- Tjudesnitsa (Чудесница, 1936)
- Det nye Moskva (Новая Москва, 1938)
- Befriet land (Освобождённая земля, 1946)